# Stora Lövö, Kyrkslätt
Stora Lövö med Norra Lövö är en ö i Finland. Den ligger i Finska viken och i kommunen Kyrkslätt i den ekonomiska regionen  Helsingfors i landskapet Nyland, i den södra delen av landet. Ön ligger omkring 35 kilometer sydväst om Helsingfors.
Öns area är 23,6 hektar och dess största längd är 0,9 kilometer i sydväst-nordöstlig riktning.
Sammansmälta delöar
- Stora Lövö 60°00′36″N 24°23′17″Ö / 60.01007°N 24.38799°Ö
- Norra Lövö 60°00′44″N 24°23′44″Ö / 60.01225°N 24.39544°Ö

Inlandsklimat råder i trakten. Årsmedeltemperaturen i trakten är 5 °C. Den varmaste månaden är augusti, då medeltemperaturen är 16 °C, och den kallaste är januari, med −6 °C.